# Tele-domingo
Teledomingo fue un programa de televisión, emitido por TVE entre 1963 y 1965, con dirección de Fernando García de la Vega y guiones, entre otros, de José Luis Coll.

## Formato
De dos horas y media de duración, el espacio se emitía la tarde de los domingos y está considerado como el primer programa contenedor de la historia de la televisión en España. Con entrevistas, concursos y actuaciones musicales, el programa incluía secciones fijas como:
- Escala en hi-fi, que llegó a adquirir la condición de programa propio.
- Deporte, sección presentada por Joaquín Díaz Palacios.
- Primer aplauso
- La mini-comedia Cinco a la mesa, que reflejaba las vivencias de una típica familia española y estaba interpretada por Serafín García Vázquez, José Blanch, Rosalía Abollo, Carola Fernán Gómez y Gloria Cámara.